# 2004 في الولايات المتحدة
فيما يلي قوائم الأحداث التي وقعت خلال عام 2004 في الولايات المتحدة.

## سياسة

### تعيين في المنصب
- 1 يناير – فرانك سميث عضو مجلس ولاية مونتانا.
- 1 يناير – ماغي حسن عضو مجلس ولاية نيوهامبشير.
- 12 يناير – كاثلين بلانكو حاكم لويزيانا [الإنجليزية]‏.
- 13 يناير – هايلي باربر حاكم ميسيسيبي [الإنجليزية]‏.
- 24 يونيو – ريتشارد أ. كودي نائب رئيس أركان جيش الولايات المتحدة [الإنجليزية]‏.
- 1 يوليو – جودي ريل حاكم كونيتيكت  [لغات أخرى]‏.

### انتهاء فترة المنصب
- 1 يناير – ديبي واسرمان شولتز عضو مجلس ولاية فلوريدا.
- 1 يناير – غوين مور عضو مجلس ولاية ويسكونسن.
- 1 يناير – لين وستمورلند عضو مجلس نواب جورجيا.
- 12 يناير – كاثلين بلانكو نائب حاكم لويزيانا [الإنجليزية]‏.
- 23 يونيو – جورج وليام كيسي جونيور نائب رئيس أركان جيش الولايات المتحدة [الإنجليزية]‏.
- 1 يوليو – جودي ريل نائب حاكم دولة كونيتيكت.
- 10 يوليو – تيودور أولسون النائب العام للولايات المتحدة [الإنجليزية]‏.
- 11 يوليو – جورج تينيت مدير الاستخبارات المركزية.
- 4 نوفمبر – باراك أوباما عضو مجلس ولاية إلينوي.

## رياضة
- 1 يناير – بطولة اتحاد غرب آسيا لكرة القدم 2004
- 1 يناير – كأس الأساتذة للتنس 2004
- 20 يونيو – جائزة الولايات المتحدة الكبرى 2004 الفائز مايكل شوماخر.

## ظهور
- 1 يناير – بارامور
- 1 يناير – بويس أفينيو
- 1 يناير – ثري أوه ثري
- 1 يناير – رويال بايرتس
- 1 يناير – سبيس إكس دراجون
- 1 يناير – سناركي بابي
- 1 يناير – سوني بي إم جي
- 1 يناير – فورت مينور
- 1 يناير – موفي سبوت

## أفلام
من الأفلام التي صدرت هذه السنة في الولايات المتحدة:
- 1 يناير – 21 غرام من إخراج أليخاندرو غونزاليز إيناريتو.
- 1 يناير – آب تاون جيرلز من إخراج بوعز ياكين [الإنجليزية]‏.
- 1 يناير – أصوات العراق من إخراج Martin Kunert [الإنجليزية]‏.
- 1 يناير – ألفي من إخراج تشارلز شيير.
- 1 يناير – أنا روبوت من إخراج أليكس بروياس.
- 1 يناير – أول 50 موعد غرامي من إخراج بيتر سيجال.
- 1 يناير – الأمير و أنا من إخراج مارثا كوليدج.
- 1 يناير – الطبيعة البشرية من إخراج ميشيل جوندري.
- 1 يناير – العميل كودي بانكس 2 من إخراج كيفن ألين.
- 1 يناير – الفتاة ذات القرط اللؤلؤي من إخراج بيتر ويبر.
- 1 يناير – القط في القبعة من إخراج بو ويلش.
- 1 يناير – المبرد من إخراج واين كرامر (مخرج).
- 1 يناير – المجند من إخراج روجر دونالدسون.
- 1 يناير – الوثبة الكبيرة من إخراج جورج أرميتاج، جورج أرميتاج (لاعب كرة قدم).
- 1 يناير – اناكوندا : وهانت لالأوركيد الدم من إخراج دوايت إتش ليتل.
- 1 يناير – بعيد المنال من إخراج Po-Chih Leong [الإنجليزية]‏.
- 1 يناير – بليد: الثالوث من إخراج ديفيد إس. غويور.
- 1 يناير – بيج فيش من إخراج تيم برتون.
- 1 يناير – تاجر البندقية من إخراج مايكل رادفورد.
- 1 يناير – خارج الحدود من إخراج مارتن كامبل.
- 1 يناير – ديكي روبرتس: النجم السابق الطفل من إخراج سام ويزمان [الإنجليزية]‏.
- 1 يناير – ذا بونيشر من إخراج Jonathan Hensleigh [الإنجليزية]‏.
- 1 يناير – ذا ترمينال من إخراج ستيفن سبيلبرغ.
- 1 يناير – ذرية تشاكي من إخراج دون مانشيني.
- 1 يناير – ريزدنت إيفل: آبوكاليبس من إخراج ألكسندر ويت.
- 1 يناير – زوجات ستيبفورد من إخراج فرانك أوز.
- 1 يناير – سو من إخراج جيمس وان.
- 1 يناير – شبح الأوبرا من إخراج جويل شوماخر.
- 1 يناير – عامل المحطة من إخراج توماس مكارثي.
- 1 يناير – غدا قد يأتي وقد لا يأتي من إخراج Nikkhil Advani [الإنجليزية]‏.
- 1 يناير – فتى الجحيم من إخراج جييرمو ديل تورو.
- 1 يناير – فندق رواندا من إخراج تيري جورج.
- 1 يناير – في الجرح من إخراج جين كامبيون.
- 1 يناير – فيلم سبونج بوب سكوير بانتس من إخراج ستيفن هيلنبرغ.
- 1 يناير – قبض ذلك الولد من إخراج بارت فروندليتش.
- 1 يناير – قطع من أبريل من إخراج بيتر هيدجيز.
- 1 يناير – لوريل كانيون من إخراج ليزا تشولودينكو.
- 1 يناير – معركة ألامو من إخراج جون لي هانكوك.
- 1 يناير – هاتف خلوي من إخراج دايفيد إليس.
- 1 يناير – هارولد وكومار يذهبان إلى مطعم القلعة البيضاء من إخراج Danny Leiner [الإنجليزية]‏.
- 1 يناير – هيدالغو من إخراج جو جونستون.
- 1 يناير – وحش من إخراج باتي جنكينز.
- 22 يناير – تأثير الفراشة من إخراج Eric Bress [الإنجليزية]‏، J. Mackye Gruber [الإنجليزية]‏.
- 23 يناير – الفوز بموعد مع تيد هاملتون! من إخراج Robert Luketic [الإنجليزية]‏.
- 6 فبراير – ميركال من إخراج غافين أوكونور.
- 10 فبراير – قبل الغروب من إخراج ريتشارد لينكليتر.
- 18 فبراير – الفتاة المجاورة من إخراج لوك غرينفيلد.
- 20 فبراير – اعترافات ملكة الدراما المراهقة من إخراج سارة شوجرمان.
- 25 فبراير – آلام المسيح من إخراج ميل غيبسون.
- 10 مارس – ظهور الموتى من إخراج زاك سنايدر.
- 12 مارس – النافذة السرية من إخراج ديفيد كوب.
- 16 مارس – صائد الأحياء من إخراج د. ج. كاروسو.
- 19 مارس – إشراقة أبدية لعقل نظيف من إخراج ميشيل جوندري.
- 1 يناير – قطع من أبريل من إخراج بيتر هيدجيز.
- 4 أبريل – قوانين الجاذبية من إخراج بيتر هاويت.
- 16 أبريل – اقتل بيل الجزء 2 من إخراج كوينتن تارانتينو.
- 19 أبريل – فتيات لئيمات من إخراج مارك ووترز.
- 21 أبريل – رجل على النار من إخراج توني سكوت.
- 23 أبريل – 13 أصبحت 30 من إخراج غاري وينيك.
- 3 مايو – فان هيلسنج من إخراج ستيفن سومرز.
- 7 مايو – سوبر سايز مي من إخراج مورغان سبورلوك.
- 13 مايو – طروادة من إخراج ولفغانغ بيترسن.
- 17 مايو – اغتيال ريتشارد نيكسون من إخراج نيلز مولر.
- 17 مايو – فهرنهايت 11/9 من إخراج مايكل مور.
- 19 مايو – يوميات دراجة النارية من إخراج والتر سالس.
- 20 مايو – دفتر الملاحظات من إخراج نيك كاسافيتس.
- 27 مايو – اليوم بعد الغد من إخراج رولان إيميريش.
- 16 يونيو – حول العالم في 80 يوما من إخراج فرانك كوراسي.
- 28 يونيو – المذيع: أسطورة رون بورغاندي من إخراج آدم مكاي.
- 30 يونيو – الرجل العنكبوت 2 من إخراج سام رايمي.
- 7 يوليو – الملك آرثر من إخراج أنطوان فوكوا.
- 15 يوليو – سيادة بورن من إخراج بول غرينغراس، فرانك مارشال (ممثل).
- 19 يوليو – المرأة القطة من إخراج Pitof [الإنجليزية]‏.
- 26 يوليو – القرية من إخراج إم. نايت شيامالان.
- 5 أغسطس – جانبية من إخراج مايكل مان.
- 13 أغسطس – المفترس ضد ألين من إخراج بول أندرسون.
- 29 أغسطس – ضائع في الترجمة من إخراج صوفيا كوبولا.
- 1 سبتمبر – فانيتى فير من إخراج ميرا ناير.
- 3 سبتمبر – متنزه ويكر من إخراج Paul McGuigan (director) [الإنجليزية]‏.
- 4 سبتمبر – العثور على أرض الخلود من إخراج مارك فورستر.
- 9 سبتمبر – مدرسة الروك من إخراج ريتشارد لينكليتر.
- 10 سبتمبر – تصادم من إخراج بول هاغيس.
- 12 سبتمبر – راي من إخراج تايلور هاكفورد.
- 13 سبتمبر – طرق جانبية من إخراج ألكسندر باين.
- 14 سبتمبر – كابتن السماء وعالم الغد من إخراج كيري كونران.
- 18 سبتمبر – جيميني غليك في لالاوود من إخراج فاديم جان.
- 22 سبتمبر – ذا رانداون من إخراج بيتر بيرغ.
- 1 أكتوبر – إشاعة القرش من إخراج Vicky Jenson [الإنجليزية]‏، روب ليترمان [الإنجليزية]‏، بيبو بيرجيرون.
- 6 أكتوبر – أضواء ليلة الجمعة من إخراج بيتر بيرغ.
- 11 أكتوبر – الشرطة العالمية من إخراج تري باركر.
- 17 أكتوبر – مجزرة منشار تكساس من إخراج ماركوس نيسبل [الإنجليزية]‏.
- 21 أكتوبر – القطار القطبي السريع من إخراج روبرت زيميكس.
- 22 أكتوبر – الحقد من إخراج تاكاشي شيموزو.
- 8 نوفمبر – بريجيت جونز: على حافة المنطق من إخراج Beeban Kidron [الإنجليزية]‏.
- 13 نوفمبر – جوثيكا من إخراج ماتيو كازافيتش.
- 16 نوفمبر – الإسكندر من إخراج أوليفر ستون.
- 19 نوفمبر – الكنز الوطني من إخراج جون تيرتلتوب.
- 22 نوفمبر – الساموراي الأخير من إخراج إدورد زويك.
- 22 نوفمبر – بيتر بان من إخراج بول جون هوغان.
- 26 نوفمبر – سانتا الشرير من إخراج تيري زويجوف.
- 3 ديسمبر – أقرب من إخراج مايك نيكولز.
- 14 ديسمبر – الطيار من إخراج مارتن سكورسيزي.
- 15 ديسمبر – فتاة المليون دولار من إخراج كلينت إيستوود.
- 16 ديسمبر – قابل آل فوكر من إخراج جاي روتش.
- 16 ديسمبر – ليموني سنيكتس: سلسلة من الأحداث المأساوية من إخراج براد سيلبرلنج.
- 17 ديسمبر – اسبانغليش من إخراج جيمس بروكس.
- 19 ديسمبر – ابتسامة الموناليزا من إخراج مايك نيويل.
- 25 ديسمبر – الجبل البارد من إخراج أنتوني مانغيلا.
- 25 ديسمبر – تشيبر باي ذا دزن من إخراج شون ليفي.

## برامج ومسلسلات وأنمي
- بسبسبوبي
- هاي هاي بوفي امي يومي
- فيوتشوراما
- كينغ أوف ذا هيل

## موسيقى

### ألبومات
من الألبومات التي صدرت هذه السنة في الولايات المتحدة:
- 20 يوليو – أتو بيوجرافي من غناء أشلي سيمبسون.

## كتب
من الكتب التي صدرت هذه السنة في الولايات المتحدة:
- 1 يناير – اعترافات قاتل اقتصادي من تأليف جون بيركنز.
- 1 يناير – الشلالات من تأليف جويس كارول أوتس.
- 1 يناير – ثقافة حرة من تأليف لورانس ليسيج.
- 1 يناير – روسيا بوتين من تأليف آنا بوليتكوفسكايا.
- 1 يناير – غابة الأقزام من تأليف إيزابيل الليندي.
- 1 يناير – مملكة التنين الذهبي من تأليف إيزابيل الليندي.
- 1 يناير – من نحن؟ تحديات الهوية القومية الأميركية من تأليف صامويل هنتنجتون.
- 1 يناير – نسيج الكون من تأليف براين غرين.
- 1 يناير – نهاية الإيمان من تأليف سام هاريس.
- 1 فبراير – الفدية من تأليف دانيال ستيل.
- 1 سبتمبر – كيف تمارس الحب مثل الممثلة الاباحية: قصة تحذيرية من تأليف نيل ستراوس، جينا جيمسون.
- 1 مارس – الكوكب المميز من تأليف جاي دبليو. ريتشاردز، غييرمو غونزاليس.
- 1 يونيو – فرصة أخرى من تأليف دانيال ستيل.
- 22 يونيو – ماي لايف من تأليف بيل كلينتون.
- 1 يوليو – ديكستر الغامض الحالم من تأليف جيف ليندسي.
- 1 سبتمبر – كيف تمارس الحب مثل الممثلة الاباحية: قصة تحذيرية من تأليف نيل ستراوس، جينا جيمسون.
- 1 أكتوبر – أماديا من تأليف دانيال ستيل.

## مواليد

### يناير
- 15 يناير – غريس فاندروال مغنية أمريكية.

### فبراير
- 18 فبراير – كايلي روجرز ممثلة أمريكية.

### مايو
- 13 مايو – أوليفر بيل ممثل أمريكي.

### أكتوبر
- 3 أكتوبر – نواه سشناب

## وفيات

### يناير
- 9 يناير – هارييت كريتون (مواليد 1909)
- 12 يناير – جيمس إيرلي (مواليد 1922) مهندس من الولايات المتحدة الأمريكية.
- 17 يناير - والتر أوفنبيرغ، إحاثي أمريكي.
- 18 يناير – هوك ديلون (مواليد 1924) لاعب كرة سلة أمريكي.
- 22 يناير – آن ميلر (مواليد 1923)

### فبراير
- 8 فبراير – واين ا. مانينغ (مواليد 1899) عالم نبات أمريكي.
- 8 فبراير – يوليوس شوارتز (مواليد 1915)
- 9 فبراير – روبرت إف كولسبري (مواليد 1946)
- 13 فبراير – ناثان ديفيس (مواليد 1919)

### مارس
- 4 مارس – جورج بيك (مواليد 1924) فيزيائي أمريكي.
- 5 مارس – مايك أوكالاهان (مواليد 1929) سياسي من الولايات المتحدة الأمريكية.
- 16 مارس – إلووود كوك (مواليد 1914) لاعب كرة مضرب من الولايات المتحدة.
- 27 مارس – أرت جيمس (مواليد 1929) ممثل من الولايات المتحدة الأمريكية.

### أبريل
- 1 أبريل – كيري سوندغراس (مواليد 1945)
- 4 أبريل – رون ويليامز (مواليد 1944) لاعب كرة سلة أمريكي.
- 5 أبريل – رالف لانداو (مواليد 1916) كيميائي من الولايات المتحدة الأمريكية.
- 7 أبريل – فيكتور أرجو (مواليد 1934) ممثل أمريكي.
- 18 أبريل – ديفيد كلارك (مواليد 1908) ممثل أمريكي.
- 22 أبريل – بات تيلمان (مواليد 1976)
- 24 أبريل – إيستي لودر (مواليد 1906) رائدة أعمال من الولايات المتحدة الأمريكية.

### مايو
- 7 مايو – نك بيرغ (مواليد 1978) رائد أعمال من الولايات المتحدة الأمريكية.
- 9 مايو – ألان كينغ (مواليد 1927)
- 9 مايو – تومي فاريل (مواليد 1921) ممثل أمريكي.
- 12 مايو – ديف بيونتيك (مواليد 1934) لاعب كرة سلة أمريكي.
- 15 مايو – جاك برادبري (مواليد 1914)
- 17 مايو – توني راندال (مواليد 1920)
- 18 مايو – أرنولد بيكمان (مواليد 1900) كيميائي أمريكي.
- 18 مايو – سارة جاكسون (مواليد 1924) فنانة أمريكية.
- 29 مايو – أرشيبالد كوكس (مواليد 1912)

### يونيو
- 1 يونيو – تشارلز كيلمان (مواليد 1930)
- 1 يونيو – وليام مانشستر (مواليد 1922)
- 5 يونيو – رونالد ريغان (مواليد 1911) سياسي أمريكي.
- 10 يونيو – ري تشارلز (مواليد 1930) موسيقي أمريكي.
- 13 يونيو – دوروثي براون (مواليد 1919)
- 18 يونيو – بول مارشال جونسون الابن (مواليد 1955) مهندس من الولايات المتحدة الأمريكية.
- 18 يونيو – جورج باك فلاور (مواليد 1937) ممثل ومخرج أمريكي.
- 22 يونيو – بوب بيمير (مواليد 1920)
- 23 يونيو – هيرمان جولدشتاين (مواليد 1913) رياضياتي أمريكي.

### يوليو
- 1 يوليو – مارلون براندو (مواليد 1924) ممثل سينمائي وتلفزيوني ومسرحي أمريكي.
- 5 يوليو – رودجر وارد (مواليد 1921)
- 6 يوليو – إريك دوغلاس (مواليد 1958)
- 8 فبراير – يوليوس شوارتز (مواليد 1915)
- 9 يوليو – رودي لاروسو (مواليد 1937) لاعب كرة سلة أمريكي.
- 10 يوليو – لورين موشر (مواليد 1933) طبيب نفسي من الولايات المتحدة الأمريكية.
- 12 يوليو – جيف موريس (مواليد 1934) ممثل أمريكي.
- 18 يوليو – آن غورساتش بورفورد (مواليد 1942)
- 18 يوليو – جون دي كراوس (مواليد 1910) عالم فلك أمريكي.
- 21 يوليو – إدوارد لويس (مواليد 1918)
- 21 يوليو – جيري غولدسميث (مواليد 1929)
- 24 يوليو – إدوارد ثالمان (مواليد 1945) ضابط من الولايات المتحدة الأمريكية.
- 24 يوليو – كوتون فيتزسيمونز (مواليد 1931)
- 28 يوليو – سام إدواردز (مواليد 1915) ممثل من الولايات المتحدة الأمريكية.
- 28 يوليو – ستيف باترسون (مواليد 1948)
- 29 ديسمبر – يوليوس أكسلرود (مواليد 1912)
- 31 يوليو – فيرجينيا غراي (مواليد 1917) ممثلة أمريكية.

### أغسطس
- 1 أغسطس – فيليب أبيلسون (مواليد 1913)
- 13 أغسطس – جورج ياردلي (مواليد 1928) لاعب كرة سلة أمريكي.
- 13 أغسطس – جوليا تشايلد (مواليد 1912)
- 18 أغسطس – إلمر بيرنشتاين (مواليد 1922)
- 26 أغسطس – لورا برانيجان (مواليد 1952)
- 30 أغسطس – فريد لورانس ويبل (مواليد 1906) عالم فلك أمريكي.

### سبتمبر
- 2 سبتمبر – بوب ايفانز (مواليد 1927) عالِم حاسوب من الولايات المتحدة الأمريكية.
- 4 سبتمبر – ألفونسو فورد (مواليد 1971)
- 8 سبتمبر – جيمس يستفال (مواليد 1930) عالم فلك أمريكي.
- 10 سبتمبر – بروك ادامز (مواليد 1927) سياسي أمريكي.
- 14 سبتمبر – جوديث حافظ (مواليد 1944) قاضي أمريكي.
- 18 سبتمبر – إدي آدامز (مواليد 1933) مصور أمريكي.
- 21 سبتمبر – جاك هنسلي (مواليد 1955)
- 22 سبتمبر – بيج بوس مان (مواليد 1963)
- 23 سبتمبر – برايس ديويت (مواليد 1923) فيزيائي أمريكي.
- 27 سبتمبر – جون ادوارد ماك (مواليد 1929)
- 30 سبتمبر – جون ادغار اينسورث (مواليد 1920) فيزيائي أمريكي.

### أكتوبر
- 1 أكتوبر – رون هايز (مواليد 1929)
- 1 أكتوبر – ريتشارد افيدون (مواليد 1923) مصور أمريكي.
- 4 أكتوبر – جوردن كوبر (مواليد 1927) رائد فضاء أمريكي.
- 5 أكتوبر – رودني دانجيرفيلد (مواليد 1921)
- 10 أكتوبر – كريستوفر ريف (مواليد 1952)
- 16 أكتوبر – دون كارلسون (مواليد 1919)
- 18 أكتوبر – ريتشي ليموس (مواليد 1920) ملاكم من الولايات المتحدة الأمريكية.
- 19 أكتوبر – بول نيتز (مواليد 1907) سياسي أمريكي.
- 21 أكتوبر – نيل كامبل (مواليد 1946)

### نوفمبر
- 1 نوفمبر – ماك دري (مواليد 1970)
- 14 نوفمبر – ماتيلدا وايت رايلي (مواليد 1911)
- 18 نوفمبر – روبرت باشر (مواليد 1905)
- 23 نوفمبر – جوزيف سيسكو (مواليد 1919) دبلوماسي أمريكي.
- 28 نوفمبر – ليروي آرونز (مواليد 1933)

### ديسمبر
- 17 ديسمبر – أغنيس ماري منصور (مواليد 1931) راهِبة أَمريكية لبنانية سابقة في الكنيسة الرومانية الكاثوليكية أُجبرت على ترك الرهبنة بسبب مواقفها بشأن الإجهاض القانوني.
- 21 ديسمبر – ريتشارد هاميلتون (مواليد 1920) ممثل أمريكي.
- 25 ديسمبر – هوي ويليامز (مواليد 1927) لاعب كرة سلة من الولايات المتحدة الأمريكية.
- 28 ديسمبر – سوزان سونتاج (مواليد 1933)
- 29 ديسمبر – لاري ماكنيل (مواليد 1951) لاعب كرة سلة من الولايات المتحدة الأمريكية.
- 29 ديسمبر – ويليام بويت (مواليد 1927) ممثل أمريكي.
- 29 ديسمبر – يوليوس أكسلرود (مواليد 1912)